# La Pamplonesa

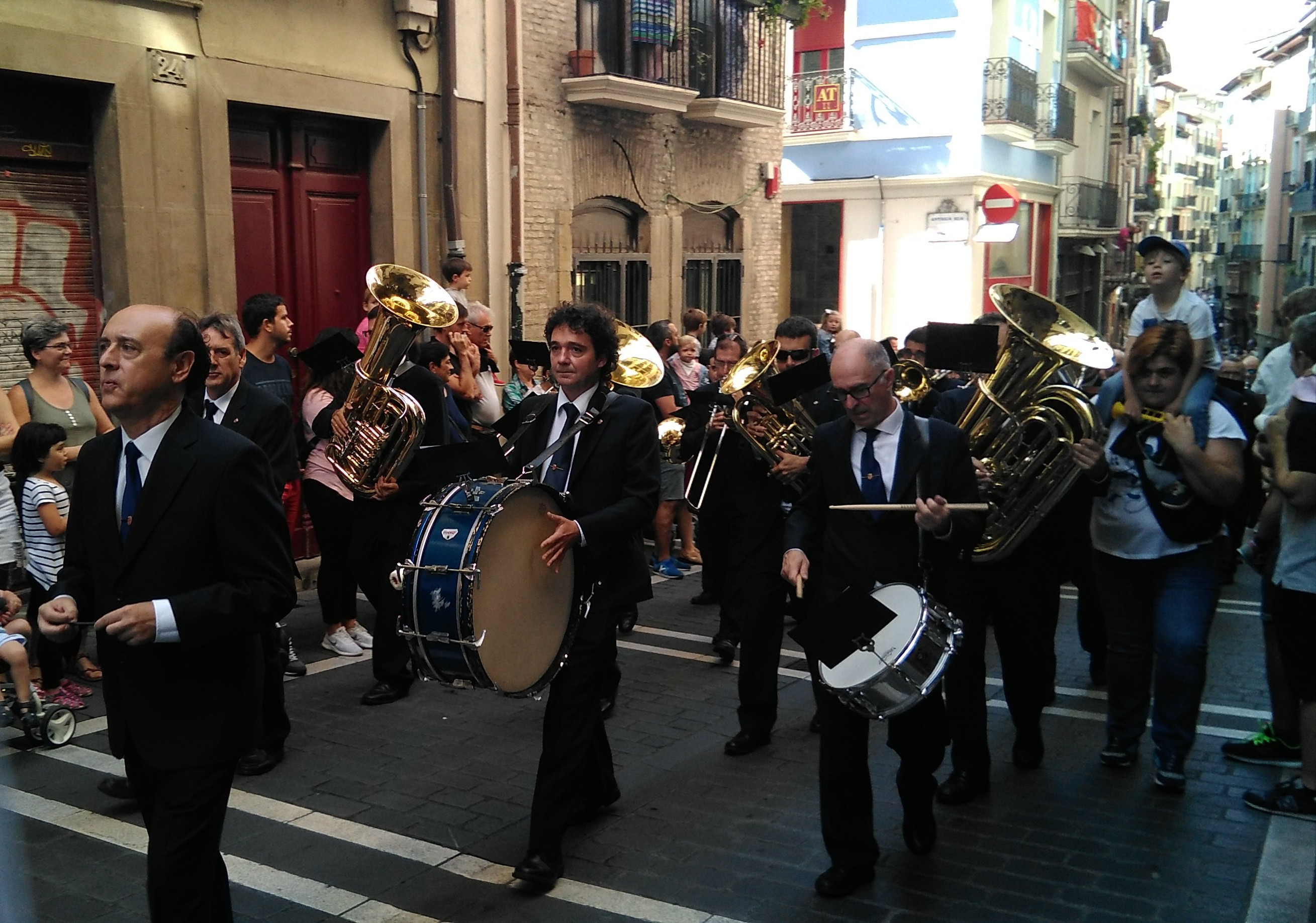
La Pamplonesa en el desfile del Privilegio de la Unión del año 2018

La Pamplonesa es una de las bandas más antiguas de Pamplona con 100 años de historia y se encarga de poner música a diversos actos a lo largo del año, en especial en los Sanfermines los cuales le dan mucha de la fama que ostentan en la cuenca, además dan diversos conciertos a lo largo del año.

## Historia
La Pamplonesa se fundó el 24 de septiembre de 1919 surgiendo de la necesidad de una banda de música civil tras la desaparición de las antiguas bandas militares. 
Ese año D. Silvanio Cervantes, D. Manuel Zugarrondo y D. Vicente Sádaba expusieron al Ayuntamiento la idea de crear una formación con los músicos de una antigua banda junto a otros músicos de la ciudad. El consistorio aceptó está propuesta y cedió un aula de la Academia de Música en la Plaza del Vínculo. Sin embargo pronto surgirían problemas ya que algunos de los profesores de dicha academia aspiraban a la dirección de la banda. Ante la imposibilidad de conseguirlo se negó a la banda la utilización de los locales. Los músicos acudieron al Paseo de Sarasate en señal de protesta hasta que les fue asignado un nuevo local.
El 24 de septiembre de 1919 se formó la primera junta formada por D. Vicente Sádaba como presidente interino, D. Manuel Zagarrondo como vicepresidente y D. Silvanio Cervantes como director. Se decidió llamar a la formación Banda de Música de Pamplona “La Pamplonesa”, la cual estaba formada por 37 músicos. La primera actuación se produjo el 11 de octubre, ese día la banda recorrió Pamplona con un pasodoble y una jota.
Los Sanfermines de 1920 fueron los primeros en los que participó realizando todos los actos como actualmente excepto que el Riau Riau era oficial y las dianas eran a las 5 a. m.
Una vez constituida “La Pamplonesa” se hizo una colecta pública ya que tenía una deuda de 7000 pesetas de instrumental, accesorios, etc. Se recaudaron unas 500 pesetas que unidas a la cuota semanal de 1,25 pesetas que se impuso a cada socio lo que permitió a la banda empezar a funcionar. Fue a primeros de 1920 cuando el Ayuntamiento concedió una subvención anual de 1000 pesetas que se iría incrementando con posterioridad. A su vez también la banda recibió otras 1000 pesetas por las contratas de las fiestas de San Fermín.
En 1925 ingresó en la banda Manuel Turrillas el cual sería uno de sus miembros más destacables ya que es el compositor de la mayoría de la música de San Fermín y otra obras importantes en la ciudad como el himno de Osasuna.
No será hasta el año 1987 cuando “La Pamplonesa” se convierte en Asociación Cultural, si bien en un origen fue precisamente una Asociación Civil. Como Asociación Cultural la banda firma un convenio con el Ayuntamiento de Pamplona con una duración de 30 años que regula las relaciones entre ambas partes. Con ese convenio el Ayuntamiento se compromete (entre otras) a convocar, con carácter exclusivo, a “La Pamplonesa” para acompañar musicalmente a la corporación en cuantos actos oficiales de carácter corporativo se celebren. Fruto de ese convenio los actuales locales en son cedidos a la banda a precario por parte del Ayuntamiento.
En 2019 fue elegida como la entidad encargada de lanzar el chupinazo de las fiestas de San Fermín.

## Actos a los que asisten

### Sanfermines
Es el momento del año en el que más actos tienen empiezan tras el Txupinazo, tocando en el zaguán del ayuntamiento. Tras eso desfila por las calles del casco viejo.
A las 17:30 del día 6 participan en el acto popular conocido como el Riau Riau que quiere preservar la costumbre homónima de San Fermín ya que la antigua marcha a vísperas con la corporación municipal se retiró del programa oficial debido a varios altercados. 
El día más importante en el que salen es en la procesión el 7 de julio recorriendo el casco viejo y pasando por los lugares más importantes como el ayuntamiento, la catedral y la parroquia de San Lorenzo, desde donde sale San Fermín. La Pamplonesa forma parte del cortejo junto al cabildo catedralicio, la corporación municipal, la comparsa de gigantes y cabezudos, txistularis, gaiteros y grupo de danzas. 
Desde el día 7 al 14 realizan varios actos fijos:
- Las dianas: se celebran desde el día 7 hasta el 14 a las 6h. 45m. de la mañana y hasta las 7h. 30m. Cada día el recorrido es distinto, con la intención de abarcar entre los 8 días todo el casco viejo pamplonés.

- Desfile de Caballeros: el 7 al 14 de julio a las 17h. 30m., La Pamplonesa acompaña en un desfile a las mulillas y alguacilillos que tomarán parte en la Corrida de toros. Desde la Plaza Consistorial hasta la Plaza de Toros, pasando por la Plaza del Castillo, mientras tanto interpretan diversos pasodobles. Hoy en día es uno de los pocos lugares en los que este acto se mantiene y cada vez más gente acude a verlo.

- Corrida de Toros: Una vez en la Plaza de Toros, La Pamplonesa interpreta pasodobles en las buenas faenas, así como en el momento que transcurre entre una y otra. Por último, una jota avisa de que el festejo ha terminado.

Por último el 14 de julio La Pamplonesa desfila desde el ayuntamiento hasta la parroquia de San Lorenzo, donde tendrá lugar la octava y última misa en honor a San Fermín. A la vuelta, interpreta diversas danzas junto con los gigantes y dantzaris.

### Recibimiento a los Reyes Magos
El día 5 de enero a primera hora de la tarde, La Pamplonesa recibe en las murallas de la ciudad a los Reyes Magos de Oriente. Desde allí, forma parte del cortejo que les acompaña hasta la Plaza Consistorial, donde son recibidos por las autoridades municipales.

### Traslado de la Dolorosa
Dos semanas antes de la Procesión del Santo Entierro de Viernes Santo, La Pamplonesa acompaña a la virgen Dolorosa en su traslado desde su sede habitual, la iglesia de San Lorenzo, hasta la catedral de Pamplona. Allí es recibida por las autoridades eclesiásticas y permanecerá en el templo durante los actos de la Cuaresma y Semana Santa.

### Procesión de Viernes Santo
La tarde del Viernes Santo, La Pamplonesa toma parte en la Procesión del Santo Entierro por las calles del casco viejo pamplonés. Es la encargada de acompañar con su música a La Dolorosa, en un recorrido que se inicia y termina en la catedral de Pamplona.

### Desfile del Privilegio de la Unión
Para conmemorar que el 8 de septiembre de 1423, el rey Carlos III de Navarra firmó el documento por el cual los tres burgos de Pamplona se unieron en uno solo, se celebra con un desfile en el que participa La Pamplonesa, acompañando a los miembros del consistorio pamplonés junto con la Comparsa de gigantes y cabezudos

### Procesión de San Fermín de Aldapa
El fin de semana más cercano al 25 de septiembre, se conmemora otra fiesta en honor a San Fermín en el entorno de la iglesia de San Fermín de Aldapa. Conocidas como las Fiestas de San Fermín Txikito, el domingo por la mañana se celebra una procesión del santo en la que participa La Pamplonesa junto con la Comparsa de Gigantes y Cabezudos, grupo de danzas y la corporación del barrio, elegida para la ocasión.

### Santa Cecilia
El 22 de noviembre es la fiesta de la patrona de la música, Santa Cecilia. En honor a ella,el fin de semana más cercano a esa fecha La Pamplonesa desfila por las calles del casco viejo.

### San Saturnino
El 29 de noviembre es el día del patrón de Pamplona, San Saturnino. Por la mañana se celebra una procesión del santo por el casco viejo pamplonés y una misa en la iglesia que lleva su nombre para conmemorar esta fecha. La Pamplonesa acompaña a la corporación municipal y pone la nota musical a esta celebración, junto a la comparsa de gigantes y cabezudos y las bandas de txistularis y gaiteros.

### Olentzero
El 24 de diciembre, La Pamplonesa acompaña al alcalde y concejales en su recibimiento a Olentzero, un viejo carbonero que según la tradición oral navarra, trae regalos a los niños la noche de Nochebuena. Temas navideños y canciones en su nombre forman parte del repertorio de este 
evento.

## Plantilla
Director : J. Vicent Egea
Subdirector: Jesús Garisoain
Junta directiva: 
- Presidente: José Andrés Palacios Ferrer

- Vicepresidente: Ángel Otxotorena Zabalza

- Secretario: Luis Mª San Martín Urabayen

- Tesorero: Rogelio Andueza Urriza

- Vocales: Carmen Barasoain y Luis Mari Remesar[9]

Músicos:
- Clarinetes: Eva Asa, David Ayala, Carmen Barasoain (Requinto), Juan I. Escribano, Jesús Garisoain, Juan Luis Fernández, Álvaro Iborra, Mikel Juaniz, Zuriñe Mayo, Jorge Nagore, José Andrés Palacios, Luis Mari Remesar (clarinete bajo), José Rodrigo y Miguel A. San Martín.

- Flautas: Roberto Casado, Eduardo Ojer y Nekane Solana (Flautín).

- Saxofones: Blanca Esther Arias, Nora Elduayen, Peio Fontán, Juan Mª Garaikoetxea, Iker Martín, Juan Jesús Olóriz y José Javier Zaz.

- Bombardinos: Iñigo Aldunate y Álvaro Díaz.

- Trombones: Juan Carlos Aoiz, Iosu Bataller y Rubén Velasco.

- Trompetas: Jesús Mª Esquíroz, Fco. Javier Jiménez, Iñaki Marín, Ángel Otxotorena, Carlos Pérez e Íñigo Remírez de Ganuza.

- Trompas: Alberto Chacobo, Luis R. Montero, Luis Mª San Martín y Patxi Tardío.

- Tubas: Rogelio Andueza, Íñigo Guembe y Félix Zulaica.

- Oboes: José Luis Larraburu y José Martínez.

- Fagot: Moisés Irisarri.

- Percusión: Rafael Fernández, Aingeru Ochotorena, Aurelio Zabalegui y Iosu Ziordia.[10]

## Actos en los que han dejado de salir

### Corpus Christi
Desde los años 80 salían el día del Corpus Christi en la procesión pero en el año 2018 el Ayuntamiento de Pamplona, con los votos de EH-Bildu, Geroa Bai, Izquierda-Ezkerra y Pamplona en Común, dispuso que no participaran en lo sucesivo por entender que es un acto exclusivamente religioso, por tanto se ha tenido que emplear otra banda de música para dicho día.